# Burmeister & Wain BC50
Der Typ Burmeister & Wain BC50, auch Burmeister & Wain Mark I, war eine Baureihe von Panamax-Massengutschiffen, die ab 1967 bei der Kopenhagener Werft Burmeister & Wain gebaut wurde.

## Einzelheiten
Die europäischen Schiffbauer sahen sich in den 1960er Jahren einer wachsenden Konkurrenz japanischer Mitbewerber gegenüber, die preisgünstige Standardschiffe anboten. Der BC50-Schiffsentwurf war daher für den Serienbau in Sektionsbauweise entwickelt worden um auch unter europäischen Bedingungen eine kostengünstige Produktion und damit konkurrenzfähige Baupreise zu ermöglichen.
Die Massengutschiffe der Mark-I-Serie besaßen sieben Laderäume und eine Tragfähigkeit von anfangs 50.600 Tonnen. Der Typ BC50 war in Einhüllenbauweise konstruiert worden und wurde später mit geringfügig höherer Tragfähigkeit von etwa 52.000 Tonnen umgestaltet. Das Deckshaus war weit achtern über dem Maschinenraum angeordnet. Schiffbaulich erwähnenswert war die Gestaltung des Achterschiffs, das relativ scharf zulief und dessen hinterer Abschluss einem Vorschiff ähnelte.
Der Antrieb der Schiffe bestand aus einem Achtzylinder-Zweitakt-Schiffsdieselmotor des Typs B&W 74-VT2BF-160 mit einer Leistung von etwa 13.200 PS, der seine Kraft direkt auf den einzelnen Festpropeller abgab und eine Geschwindigkeit von etwa 16 Knoten ermöglichte. Für die Energieversorgung standen drei Hilfs- und ein Notdiesel zur Verfügung.

## Die Schiffe
| Bauname                   | Bau- nummer | IMO- Nummer | Kiellegung Stapellauf Ablieferung                 | Auftraggeber                                                          | Umbenennungen und Verbleib |
| ------------------------- | ----------- | ----------- | ------------------------------------------------- | --------------------------------------------------------------------- | --- |
| Long Hope                 | 815         | 6724684     | - August 1967                                     | Olymp, Rederi-A/S Skrim Fearnley & Egers Befragtningsforretning, Oslo | 1978 Theomitor, am 14. August 1980 auf einer Reise von Luleå nach Philadelphia mit Eisenerz vor Neufundland im Schlechtwetter gesunken, alle 37 Besatzungsmitglieder wurden gerettet.                                                                          |
| Danita                    | 816         | 6803636     | - 11. August 1967 November 1967                   | Ugland's Rederi, Grimstad                                             | 1978 Danielle, 1984 Betty, 1985 Zonguldak Z., 1993 United Island, ab 1. September 1994 in Fuzhou verschrottet. |
| Holthav                   | 817         | 6812936     | - März 1968                                       | Sameiet Holthav, Oslo                                                 | 1977 Cast Beaver, 1983 Regal Sea, 1985 Turris Octava, ab 23. September 1986 in Beilun verschrottet. |
| Lisita                    | 818         | 6820957     | - 21. Juni 1968 Juni 1968                         | Ugland's Rederi, Grimstad                                             | 1978 Miranda, 1985 Amaldi, ab 26. August 1986 in Dalian verschrottet. |
| Bianca                    | 823         | 6924179     | - Juli 1969                                       | Rederi Mascot, Oslo                                                   | 1977 Cast Seal, 1982 Tramco Amity, am 17. Juli 1996 zum Abbruch in Chittagong eingetroffen, verschrottet ab 30. Juli 1996 bei Namreen Enterprise. |
| Olivia Maersk             | 820         | 7002411     | - 4. Juli 1969 November 1969                      | D/S Svendborg & D/S af 1912, Kopenhagen                               | 1980 Global Sun Shine, am 24. April 1986 zum Abbruch in Pusan eingetroffen, verschrottet ab 9. Juni 1986 bei Korea Shipping Demolition Company. |
| Olga Maersk               | 831         | 7023922     | - Juli 1970                                       | D/S Svendborg & D/S af 1912, Kopenhagen                               | 1981 Asya-I, 1989 Sunderland, 1993 Yellow Island, 1995 Delta Joy, am 11. Januar 1997 zur Reparatur in Fangcheng eingetroffen, ab Dezember 1998 verschrottet.                                                                                                   |
| Uniwersytet Jagiellonski  | 842         | 7121293     | 1. Mai 1971 23. Juli 1971 26. November 1971       | Polska Żegluga Morska, Szczecin                                       | ab 31. Januar 2001 in Vietnam verschrottet |
| Uniwersytet Torunski      | 843         | 7121308     | Juli 1971 2. Oktober 1971 11. Februar 1972        | Polska Żegluga Morska, Szczecin                                       | 82 Michele d'Amato, 1989 Karabi, ab August 2000 in Xinhui verschrottet |
| Berit                     | 844         | 7213216     | - 2. Dezember 1971 April 1972                     | Rederi Mascot, Oslo                                                   | 1978 Cast Dophin, 1982 Tramco Glory, 1987 Vitorandis, ab 16. Juli 1998 bei Mahavir Ship Breakers in Alang verschrottet. |
| Helenus                   | 847         | 7234428     | - März 1973                                       | Rea, Liverpool                                                        | 1978 mit Kfz-Decksaufbau ausgerüstet, 1983 Seafarer, 1988 Kfz-Decksaufbau entfernt, 1997 Seafarer I, ab 3. August 2000 in Alang verschrottet. |
| Hector                    | 848         | 7306128     | - März 1973 Juni 1973                             | Cory Maritime, Liverpool                                              | 1979 Cast Orca, 1982 Tramco Asia, 1983 Marijeannie, ab 1. April 1998 in Alang verschrottet. |
| Thorunn                   | 849         | 7324572     | März 1973 13. Juli 1973 29. September 1973        | Tonnevolds Tankrederi, Grimstad                                       | 1983 Beer Sheva, 1991 Ioanna, 1994 Ioannitsa, ab 7. April 2000 in Alang verschrottet. |
| Cameronia                 | 850         | 7346881     | 1. April 1973 28. Oktober 1973 23. November 1973  | Anchor Line, Glasgow                                                  | 1977 Jalanta, 1978 mit Kfz-Decksaufbau ausgerüstet, 1982 Freeport, 1994 Global Maritimer, 1996 Annet Maritimer, 1996 Banner, 1997 Modi, ab 14. Mai 1999 in Shanghai verschrottet.                                                                              |
| Heering Christel          | 851         | 7346893     | Juni 1973 21. November 1973 26. Januar 1974       | I/S Heering Christel, Kopenhagen                                      | 1977 Jacara, 1978 mit Kfz-Decksaufbau ausgerüstet, 1983 Captain John, 1986 Seabee, 1993 Seabee I, 2001 Pearl of Bahrain, 2005 Pobahrain, 2006 Pearl of Bahrain, 2006 Ocean Express, 2007 Kfz-Decksaufbau entfernt, ab 21. November 2008 in Alang verschrottet. |
| Uniwersytet Warszawski    | 852         | 7346908     | 22. September 1973 14. Januar 1974 15. März 1974  | Polska Żegluga Morska, Szczecin                                       | ab 23. Juni 1998 bei Sunil Steel in Alang verschrottet |
| Uniwersytet Gdanski       | 853         | 7358511     | 15. Januar 1974 27. Februar 1974 30. Juni 1974    | Polska Żegluga Morska, Szczecin                                       | ab 16. Dezember 1998 in Nantong verschrottet |
| Uniwersytet Wroclawski    | 854         | 7358523     | 1. März 1974 10. Mai 1974 12. Juli 1974           | Polska Żegluga Morska, Szczecin                                       | ab 28. März 1998 in Alang verschrottet |
| Rodin                     | 855         | 7358535     | 8. April 1974 14. Juni 1974 23. September 1974    | Bent Törnqvist, Stockholm                                             | 1976 Millross, 1982 Mariloula, 1991 Marigoula K., 11. Februar 1998 in Gadani verschrottet. |
| Milles                    | 856         | 7358547     | 17. Juni 1974 2. August 1974 5. November 1974     | Perl Shipping Company, Landskrona                                     | 1976 Bandak, 1986 Sonia, 1989 Naftilos L. S., 1994 Star Peter, ab 8. Januar 1999 in Nanjing verschrottet. |
| Thorvaldsen               | 857         | 7358559     | 1. August 1974 1. November 1974 21. Dezember 1974 | Perl Shipping Company, Landskrona                                     | 1982 Mare Sereno, 1991 Luciana della Gatta, 1995 Felicia, ab 12. Februar 1996 bei Haryana Ship Breakers in Alang verschrottet. |
| Carlova                   | 861         | 7358585     | November 1974 7. Februar 1975 14. Mai 1975        | Index Maritime Corporation, Piräus                                    | 1986 Giuseppe Lembo, ab 5. Januar 1999 bei Malvi Shipbreaking in Alang verschrottet |
| Samjohn Mariner           | 858         | 7358597     | Dezember 1974 26. März 1975 31. Juli 1975         | Agios Nikolas Shipping Corporation, Monrovia                          | 1996 Asia Pearl, am 10. Mai 1999 zum Abbruch in Zhangjiagang eingetroffen, ab Juli 1999 verschrottet |
| Daten: Miramar Ship Index |             |             |                                                   |                                                                       | |